# Drawa
Il Drawa è un fiume che attraversa la Polonia, ha una lunghezza di 185,9 chilometri.